# Manayunkia athalassia
Manayunkia athalassia är en ringmaskart som beskrevs av Hutchings, Dekker och Geddes 1981. Manayunkia athalassia ingår i släktet Manayunkia och familjen Sabellidae. Inga underarter finns listade i Catalogue of Life.